# Troupe de La Monnaie en 1724

## Composition de la troupe duThéâtre de la Monnaieen1724
L'année théâtrale commence le 24 avril 1724 et se termine le 17 février 1725.
| Acteurs et chanteurs | Actrices et chanteuses |
| -------------------- | ---------------------- |
| Delsare              | Brochet                |
| d'Huqueville         | Choisy                 |
| Fiévet               | Dandane                |
| Furet                | De Camp                |
| Guette               | Dujardin               |
| La Motte             | Ferté                  |
| Le Mire              | Fiévet                 |
| Olivier              | Gardinier              |
| Scouteten            | Le Fèvre               |
| Thierry              |                        |
| Van Halen            |                        |
| Weynincx             |                        |
| Danseurs             | Danseuses              |
| Camargo              | Camargo                |
| De Camp              | Choisy                 |
| De Lille             | Du Bois                |
| Partouche            | Garnier                |
| Perez                | Hervé                  |
| Van Wichel           | Le Poste               |
|                      | Robert                 |

### Source
- Livret de Pirithoüs, Bruxelles, 1724.